# Quốc lộ 22
Quốc lộ 22 là tuyến đường chạy theo hướng Đông – Tây kết nối Thành phố Hồ Chí Minh của Việt Nam với thủ đô Phnôm Pênh của Vương quốc Campuchia thông qua cửa khẩu Mộc Bài nằm ở tỉnh Tây Ninh, kéo dài 58,5 km. Đây là tuyến đường nằm trong dự án cao tốc Thành phố Hồ Chí Minh – Mộc Bài.

## Mô tả toàn tuyến

### Quốc lộ 22A
Quốc lộ 22A hay gọi ngắn là Quốc lộ 22, bắt đầu từ ngã tư An Sương giao nhau với quốc lộ 1A thuộc quận 12, thành phố Hồ Chí Minh. Tuyến đường đi qua lần lượt các huyện còn lại của Thành phố bao gồm huyện Hóc Môn, huyện Củ Chi rồi sau đó hướng về thị xã Trảng Bàng, huyện Gò Dầu tỉnh Tây Ninh. Quốc lộ 22 kết thúc tại cửa khẩu Mộc Bài thuộc xã Lợi Thuận, huyện Bến Cầu, tỉnh Tây Ninh kết nối với cửa khẩu Bavet, Campuchia. Tại nút giao nằm ở thị trấn Gò Dầu, huyện Gò Dầu, quốc lộ 22B tách ra từ quốc lộ 22 chạy về hướng cửa khẩu Xa Mát ngang qua thành phố Tây Ninh.

### Quốc lộ 22B
Tách ra tại vị trí nút giao trung tâm của thị trấn Gò Dầu, quốc lộ 22B chạy về hướng thị xã Hòa Thành, huyện Châu Thành, thành phố Tây Ninh, huyện Tân Châu đều thuộc tỉnh Tây Ninh. Vị trí giao giữa Quốc lộ 22 – một phần của đường Xuyên Á và quốc lộ 22B thường được ví von như "ngã ba giao lưu quốc tế" khi tại đây chỉ cách biên giới Campuchia khoảng 10 km, nằm bên cạnh bờ sông Vàm Cỏ Đông.

## Lịch sử

### Hình thành và phát triển
Mộc Bài được xem là cửa khẩu quốc tế đường bộ lớn nhất ở miền Nam, là cửa ngõ của Vùng kinh tế trọng điểm phía nam được quy hoạch trở thành trung tâm thương mại quốc tế trên đường Xuyên Á nằm ở tiểu vùng Sông Mê kong. Do là tuyến đường duy nhất kết nối với Mộc Bài, năm 2019, theo Bộ Giao thông Vận tải, Quốc lộ 22 đã quá tải gấp 2 lần so với năng lực thiết kế. Chỉ trong tháng 7 năm 2017, không tính số lượng xe máy, Quốc lộ 22 chạm mức 39.700 xe/ngày đêm tương đương khoảng 62.000 xe con quy đổi/ngày đêm trong khi năng lực thiết kế chỉ là 36.000 xe con quy đổi/ngày đêm.
Cuối năm 2023, Chủ tịch Ủy ban nhân dân huyện Củ Chi đã trình Ủy ban nhân dân Thành phố đề xuất đổi tên đoạn quốc lộ 22 kéo dài từ ngã tư An Sương đến cổng chào tỉnh Tây Ninh thành đường Phan Văn Khải. Tuy nhiên, đề xuất này vẫn chưa được thông qua.. Ngày 19 tháng 1 năm 2025, quốc lộ 22 đoạn qua Thành phố Hồ Chí Minh được đặt tên là đường Lê Quang Đạo cho đoạn thuộc quận 12 và huyện Hóc Môn, đoạn qua huyện Củ Chi được đặt tên là đường Phan Văn Khải.

### Các tuyến cao tốc
Tuyến cao tốc Thành phố Hồ Chí Minh – Mộc Bài sẽ kéo dài 53,5 km đi song song với Quốc lộ 22 với điểm đầu nằm tại đường vành đai 3 thuộc huyện Hóc Môn, thành phố Hồ Chí Minh và điểm cuối kết nối vào Quốc lộ 22 tại nút giao km 53+850 trước khu kinh tế Cửa khẩu quốc tế Mộc Bài. Quy mô dự kiến từ vành đai 3 đến thị xã Trảng Bàng là 8 làn xe và từ Trảng Bàng đến Mộc Bài là 6 làn xe.

## Đường AH1

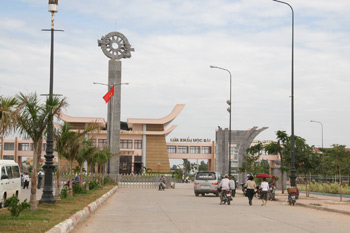
Cửa khẩu Mộc Bài (Tây Ninh) - điểm cuối của Quốc lộ 22A

AH1 là tuyến đường bộ dài nhất của hệ thống xa lộ xuyên Á với tổng chiều dài 12.845 dặm (20.557 km) từ Tokyo qua Triều Tiên, Trung Quốc, Đông Nam Á và Ấn Độ đến biên giới giữa Iran,Thổ Nhĩ Kỳ và Bulgaria tây Istanbul. Ở Việt Nam, đường Quốc lộ 22 hiện là tuyến đường chính, cùng với Quốc lộ 1 làm lên tuyến đường AH1 xuyên Á này.
Tuyến AH1 qua Việt nam gồm 2 quốc lộ:
- QL1 đoạn Lạng Sơn - Thành phố Hồ Chí Minh:Cửa khẩu Hữu Nghị/Lạng Sơn- Thủ đô Hà Nội - Phủ Lý - Ninh Bình - Thanh Hóa - Vinh - Hà Tĩnh - Đồng Hới - Đông Hà - Huế - Đà Nẵng - Quảng Ngãi - Tuy Hòa - Phan Rang - Biên Hòa - Thành phố Hồ Chí Minh
- QL22A:Thành phố Hồ Chí Minh - Cửa khẩu Mộc Bài/Tây Ninh

Trong tương lai,  (đoạn Cửa khẩu Hữu Nghị – Long Thành),  (đoạn Cẩm Mỹ – Long Trường),  (đoạn Long Trường – Tân Thạnh Đông) và  sẽ trở thành tuyến đường chính của đường AH1 khi hoàn thành toàn bộ, còn  và  sẽ chỉ được coi là tuyến nhánh phụ của đường này.